# Pavillon Carré de Baudouin
Pour les articles homonymes, voir Pavillon carré.
Le Pavillon Carré de Baudouin est un édifice du XVIIIe siècle situé rue de Ménilmontant dans le 20e arrondissement de Paris, qui a été converti en un espace culturel ouvert au public en juin 2007. Le lieu est géré par la ville de Paris et la mairie du 20e arrondissement de Paris et l'entrée y est gratuite.

## Historique
Le pavillon, dit Pompadour, est une maison de plaisance, une folie, construite au XVIIIe siècle comme lieu de plaisir et de villégiature. L'un des premiers propriétaires, Nicolas Carré de Baudouin, en hérita en 1770, et demanda à Pierre-Louis Moreau-Desproux, qui était Maître des bâtiments de la ville de Paris, d'y adjoindre une façade palladienne en péristyle avec quatre colonnes de style ionique.
La maison fut ensuite la propriété de la famille Goncourt, et Jules et Edmond de Goncourt y passèrent une partie de leur enfance. Le pavillon a été inscrit au titre des monuments historiques par un arrêté du 19 octobre 1928.

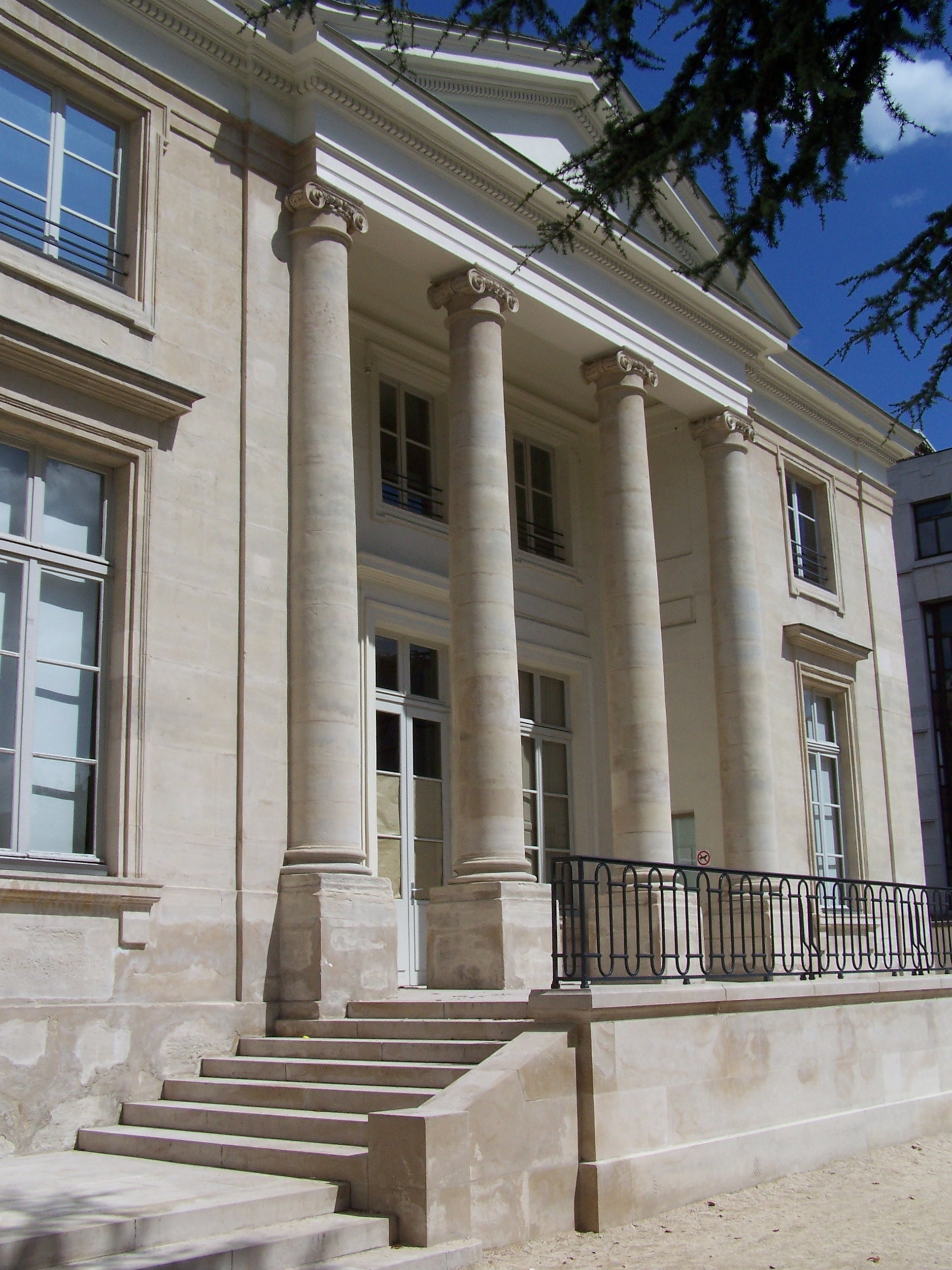
Vue du péristyle.
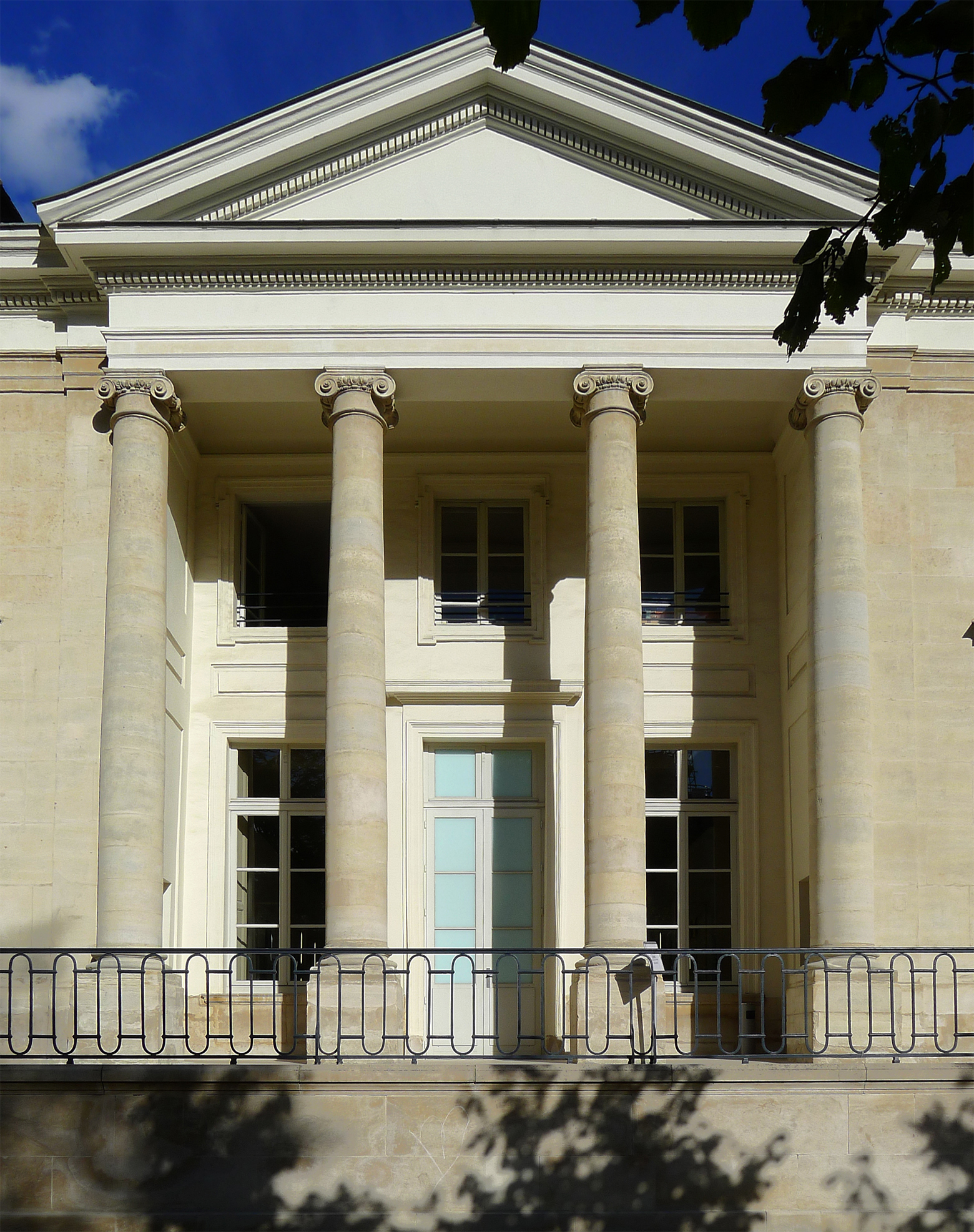
Vue frontale.

À partir de 1836, les sœurs de Saint Vincent de Paul y fondent un orphelinat, l'Asile des petits-orphelins, dans un bâtiment adjacent construit pour l'occasion et comprenant une chapelle. De 1971 à 1992, les sœurs gèrent avec la ville de Paris un centre médico-social et un foyer de jeunes travailleurs. Après que les sœurs ont annoncé en 1992 leur souhait de vendre cette propriété, celle-ci est achetée par la ville de Paris en 2003 et réhabilitée par les architectes Stéphane Bigoni et Antoine Mortemard.

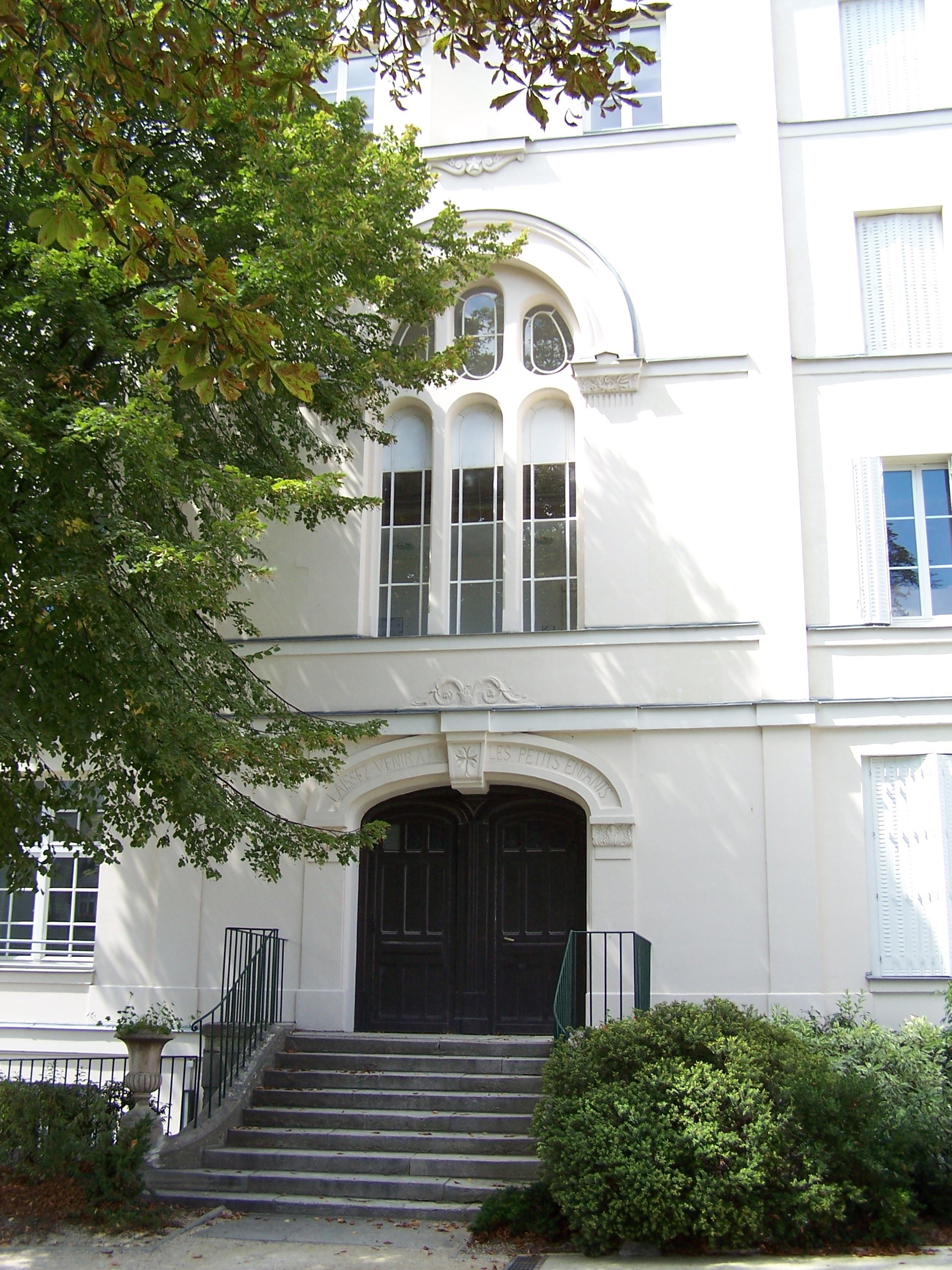
L'ancien orphelinat des sœurs.
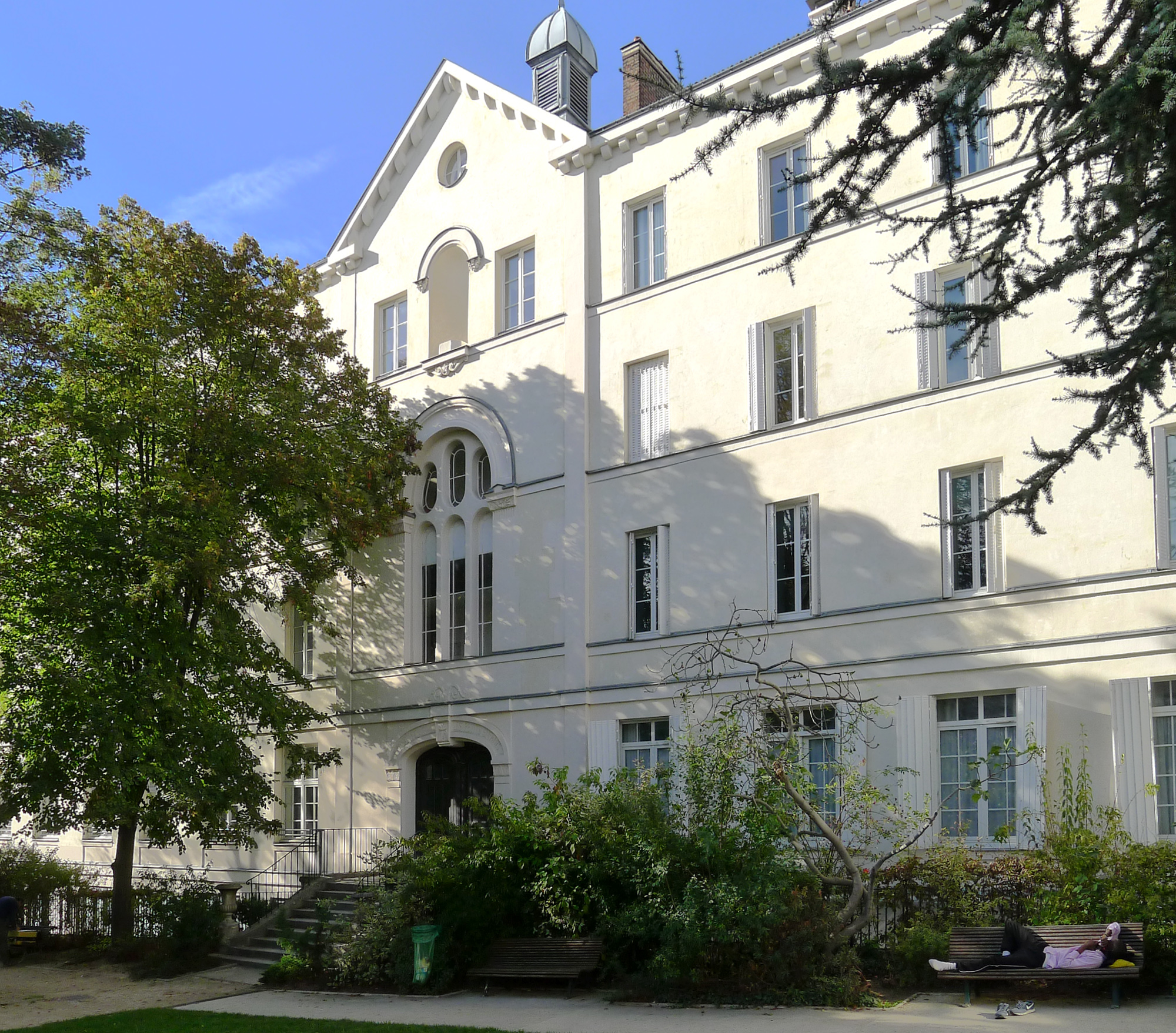
Vue plus générale.

En 2005, le jardin Carré-de-Baudouin de 1 800 m2 est ouvert au public et, en 2007, le pavillon qui avait jusque-là été caché à la vue du public, est ouvert à son tour. Il offre différents équipements consacrés à l'art et à la culture sur 815 m2 : un auditorium, des salles d'exposition, des bureaux pour des associations, une Maison de la laïcité, etc. L'ensemble fait l'angle entre la rue des Pyrénées et la rue de Ménilmontant, accessible par le no 121 de cette dernière.
En 2018, l'exposition consacrée à l’œuvre du photographe Willy Ronis a établi un nouveau record de fréquentation du lieu avec plus de 90 000 visiteurs sur 9 mois. 
Outre les expositions, le Pavillon Carré de Baudouin accueille une université populaire, les Invitations aux Arts et aux Savoirs, entièrement gratuite.  
Le mur d'enceinte du jardin fait l'objet d'une programmation artistique consacrée à l'art urbain. 

Logo et slogan de l'espace culturel ouvert en 2007.
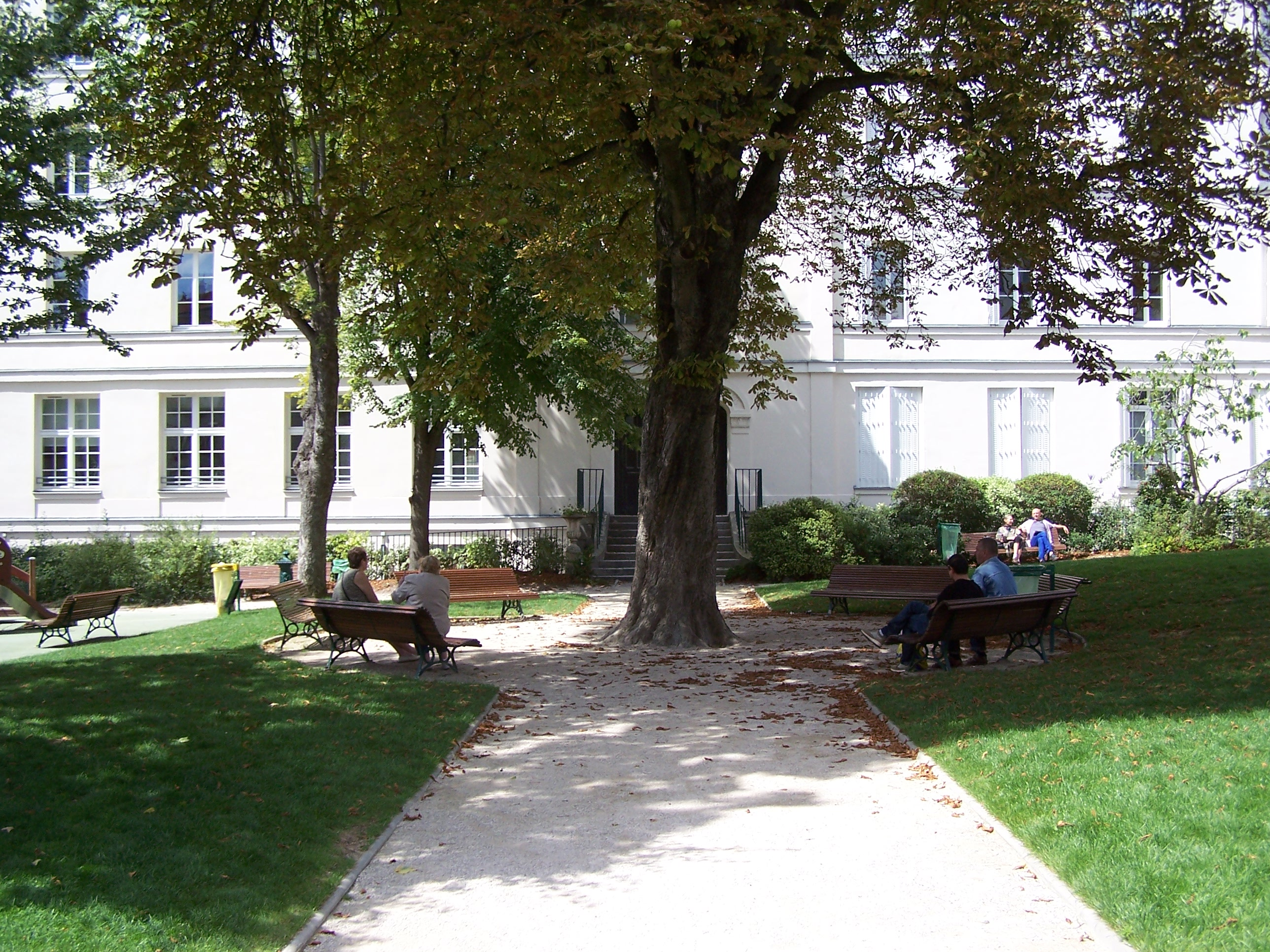
Vue du jardin Carré-de-Baudouin.
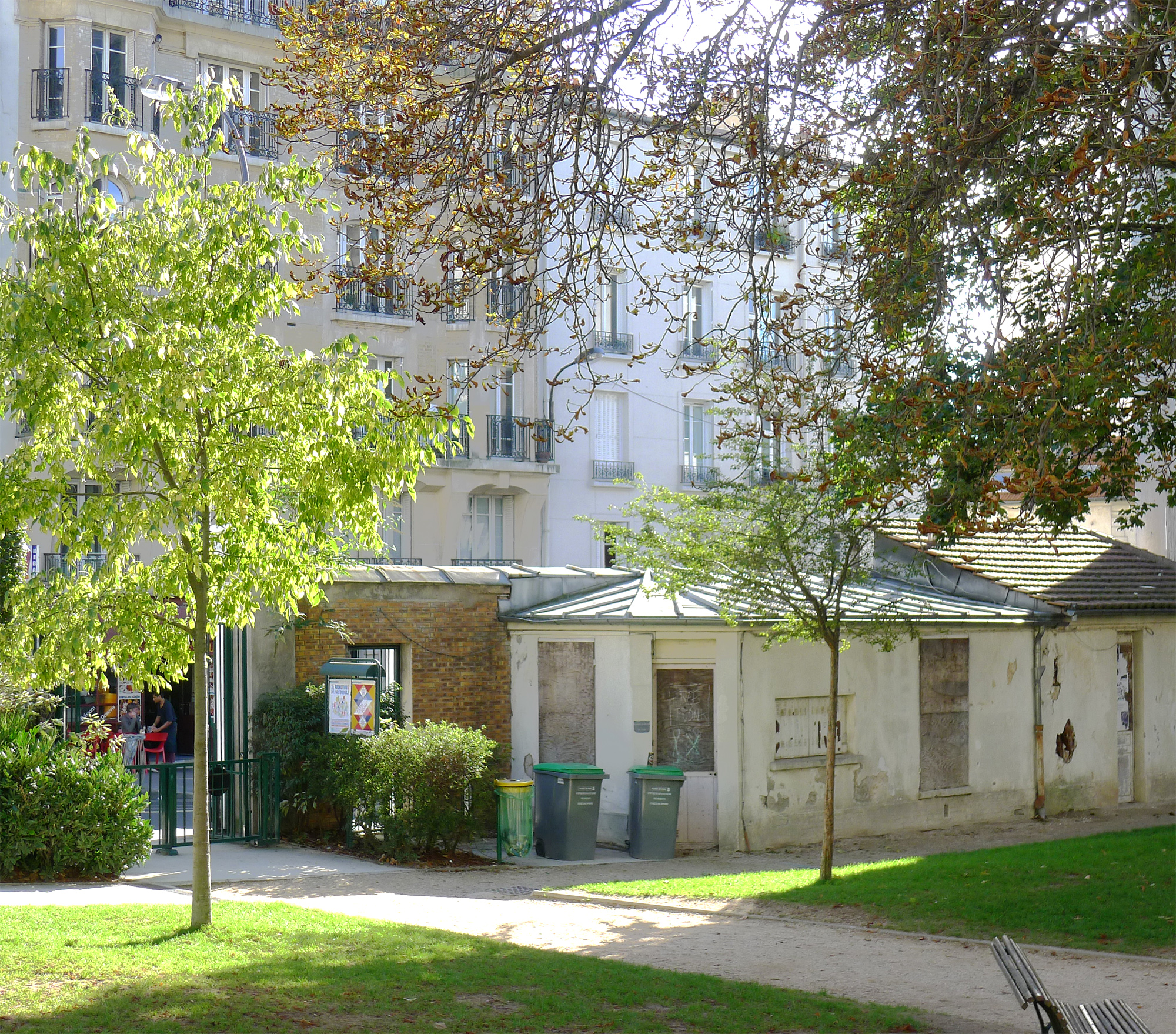
Autre vue, vers la rue de Ménilmontant.